# Acalolepta chinensis
Acalolepta chinensis es una especie de escarabajo longicornio del género Acalolepta, tribu Monochamini, subfamilia Lamiinae. Fue descrita científicamente por Breuning en 1970.
Se distribuye por China. Mide aproximadamente 24 milímetros de longitud.